# Piorunowo
Piorunowo – część wsi Krzycko Wielkie w Polsce, położona w województwie wielkopolskim, w powiecie leszczyńskim, w gminie Włoszakowice, Wchodzi w skład sołectwa Krzycko Wielkie.
W latach 1975–1998 Piorunowo administracyjnie należało do województwa leszczyńskiego.